# Kenny Carr
Kenneth Alan Carr (ur. 15 sierpnia 1955 w Waszyngtonie) – amerykański koszykarz, występujący na pozycji silnego skrzydłowego, mistrz olimpijski.

## Osiągnięcia
Na podstawie, o ile nie zaznaczono inaczej.
NCAA
- Zaliczony do:
  - III składu All-American (1976 przez NABC, Associated Press, United Press International, 1977 przez UPI)
  - IV składu All-American (1977 przez NABC)
- Drużyna NC State Wolfpack zastrzegła należący do niego numer 32

NBA
- Zawodnik tygodnia NBA (1.02.1981)

Reprezentacja
- Mistrz olimpijski (1976)[3]

Inne
- Zaliczony do Galerii Sław Sportu DeMatha Catholic High School Hall of Fame (1998)